# Минью-Лима
Минью-Лима (порт. Minho-Lima; / /) — экономико-статистический субрегион в Северном регионе Португалии.Включает в себя 10 муниципалитетов округа Виана-ду-Каштелу.
Территория — 2255 км². Население — 250 273 человек.

## География
Регион граничит:
- на севере — Испания
- на востоке — Испания
- на юге — субрегион Каваду
- на западе — Атлантический океан

## Муниципалитеты
Субрегион включает в себя 10 муниципалитетов:

### Муниципалитеты округа Виана-ду-Каштелу
- Аркуш-де-Валдевеш
- Валенса
- Виана-ду-Каштелу
- Вила-Нова-де-Сервейра
- Каминья
- Мелгасу
- Монсан
- Паредеш-де-Кора
- Понте-да-Барка
- Понте-де-Лима

## Крупнейшие города
- Виана-ду-Каштелу — 36,7 тыс.жителей